# Ton Steine Scherben
Ton Steine Scherben [ˈtoːn ˈʃtaɪnə ˈʃɛːɐ̯bən], dont le nom est parfois réduit à Die Scherben, est un groupe de rock allemand. Il est l'un des premiers groupes et des plus influents de rock allemand des années 1970 et 1980, avec surtout des textes de critique sociale sur de la musique rock germanophone. Avec les chansons expressives et engagées politiquement du chanteur et leader Rio Reiser, ce groupe devient l'un des porte-paroles d'une génération contestataire de gauche en Allemagne et à Berlin-Ouest, comme les squatteurs, même après sa dissolution en 1985, et influent sur la scène allemande qui lui a succédé. 

## Biographie

### Création et première notoriété
Ton Steine Scherben se compose d'abord de Rio Reiser (chant, guitare), Ralph Peter Steitz dit R.P.S. Lanrue (guitare), Kai Sichtermann (basse) et Wolfgang Seidel (batterie) âgés d'environ 20 ans. En janvier 1966, R.P.S. Lanrue demande à Rio Reiser s'il veut chanter dans son groupe. Le groupe s'appelle les Kings Beat et joue surtout de la musique pop. Cette même année, Reiser et Lanrue fondent aussi un autre groupe de rock De Galaxis où ils jouent leurs propres chansons. En 1967, le groupe part de Nieder-Roden (Rodgau, Hesse) pour Berlin. 
Le nom du groupe vient selon Rio Reiser d'une citation du découvreur du site de Troie, Heinrich Schliemann, avec les mots argile, pierre, débris. Mais selon Kai Sichtermann cela vient d'un remue-méninges qui aboutit d'abord à « Ton VEB », une association du premier mot dans le nom du groupe avec l'abréviation VEB pour Volkseigener Betrieb (entreprise appartenant au peuple), une forme d'entreprise très courante en ancienne Allemagne de l'Est.
Les deux premières chansons du groupe, Macht kaputt, was euch kaputt macht et Wir streiken nahm, sont enregistrés dans un petit studio de Kreuzberg. Ils font leur premier festival en 1970. Comme les organisateurs ne les ont pas payé, Reiser invite le public à tout casser. Après avoir chanté Macht kaputt, was euch kaputt macht, un incendie se déclare, ce qui fait prendre conscience au groupe de sa communicabilité avec le public. En 1971, ils fondent leur propre label, David Volksmund Produktion. D'abord pour être indépendant d'une industrie du disque qui de toute façon ne voulait pas d'eux à cause de leur radicalité. Malgré leur popularité, ils connaissent souvent des difficultés, notamment financières.
Le premier album Warum geht es mir so dreckig ? sort en septembre 1971. Après, les singles sont d'une musique beaucoup plus pop. Le 8 décembre 1971, un concert se fait dans un squat dans un hôpital inoccupé de Berlin. Peu après, Georg von Rauch, un militant de cette mouvance, est tué par la police. Reiser écrit alors la chanson Rauch-Haus-Song, du nom de ce militant. Puis le groupe refuse de participer à des concerts pour protester contre la hausse générale des prix d'entrée. En 1972, Wolfgang Seidel quitte le groupe pour rejoindre un autre krautrock. Par la suite, les changements sont nombreux autour d'un noyau Reiser-Lanrue-Sichtermann.

### Pause
En 1975, Ton Steine Scherben quitte Berlin pour Fresenhagen, dans le Schleswig-Holstein. Rio Reiser écrit des chansons à propos de son homosexualité et du mouvement gay qui sont pourtant bien moins engagés qu'avant. Le double album, Wenn die Nacht am tiefsten..., sorti la même année, a des paroles plus sophistiquées sur des arrangements jazz, folk, rock et même d'inspiration ethnique.
En 1981, sort l'album IV (Die Schwarze) dans le style propre de Ton Steine Scherben, loin de la mode new wave. Les sujets politiques sont évoqués de manière très allusive comme Der Turm stürzt ein. Les autres membres et des invités ont participé à son écriture. Le disque est de mauvaise qualité, ne plaît pas aux fans et ne se vend pas. Pourtant l'innovation de ce disque amorcée dans le précédent album en fait une référence du rock allemand.[réf. nécessaire]
En 1982, le groupe participe à Fresenhagen au meeting de l'écologiste Claudia Roth. Le dernier album studio, Scherben, sorti en 1983, comporte des chansons critiques plus concrètes sur les problèmes de son temps. Cet engagement politique leur vaudra de passer peu à la radio, même si les chansons n'ont rien à voir avec cela.

### Dissolution et post-séparation
En 1985, Ton Steine Scherben se sépare après la publication d'un album live Berlin 84 en raison de tensions entre les membres sur l'économie des tournées qui a fait une dette de 200000 deutsche marks parce que Rio Reiser et Ton Steine Scherben refusaient de participer à une industrie du disque.
En solo, Rio Reiser sort six albums et a toujours du succès comme le prouvent les chansons Junimond et König von Deutschland. Il participe même à une tournée retransmise dans toute l'Allemagne de l'Est. Il meurt à l'âge de 46 ans, en 1996. Lanrue participe aux premiers albums de Reiser puis se retire au Portugal. Sichtermann sort en 1998 un album avec d'autres membres de Ton Steine Scherben.
À l'été 2004, les anciens membres comme Kai Sichtermann et des collaboratrices fondent un projet, la Ton Steine Scherben Family, qui reprend les classiques du groupe, des inédits de l'époque et des chansons de Rio Reiser. Beaucoup des gens qui assistent à leurs concerts sont jeunes et n'ont pas connu Ton Steine Scherben à l'époque.

### Retour
En avril 2014, 29 ans après la dissolution du groupe, Ton Steine Scherben, sous la direction de Lanrue, effectue une première tournée en Allemagne, en Autriche et en Suisse. Outre les membres fondateurs, R.P.S. Lanrue (guitare) et Kai Sichtermann (basse) et le batteur Funky K. Götzner, participent notamment Elfie-Esther Steitz (chant, chœur) et le batteur Maxime S.P. (fils du bassiste Spliff décédé en 2012, Manfred Praeker).
En 2015, Kai Sichtermann et Funky K. Götzner partent en tournée avec GYMMICK sous le nom de Kai und Funky von Ton Steine Scherben mit Gymmick. En 2017, un nouveau double album, Radio für Millionen, sort, et fait participer presque tous les anciens membres de Scherben. 

## Discographie

### Albums studio
- 1971 : Warum geht es mir so dreckig
- 1972 : Keine Macht für Niemand
- 1975 : Wenn die Nacht am tiefsten...
- 1981 : IV (Die Schwarze)
- 1983 : Scherben
- 2015 : Das Gesamtwerk – Die Studioalben Vinyl

### Singles
- 1970 : Macht kaputt, was euch kaputt macht
- 1971 : Mensch Meier
- 1971 : Allein machen sie dich ein
- 1979 : Das ist unser Land
- 1981 : Jenseits von Eden, erschienen
- 1983 : Laß uns ein Wunder sein